# Yuri Morózov
Yuri Andreevich Morózov  (en ruso: Ю́рий Андре́евич Моро́зов; Siniávino, Óblast de Leningrado, 13 de mayo de 1934 - San Petersburgo, 15 de febrero de 2005) fue un futbolista y entrenador soviético/ruso. Jugó como centrocampista y posteriormente entrenó a varios de los equipos más destacados del fútbol soviético, por lo que fue galardonado con el título de Entrenador de Honor de la URSS (1989).

## Biografía
Morózov nació en la pequeña ciudad de Siniávino en el Óblast de Leningrado y desarrolló toda su carrera futbolística en clubes de Leningrado. Debutó con el FC Zenit, pasó por el FShM Leningrado, regresó al Zenit y posteriormente jugó en el Admiralteyets Leningrado y en el Dinamo Leningrado. Dejó su carrera como futbolista a la edad de 31, trabajó en la cantera del FC Zenit y se convirtió en decano de la ciencia de fútbol en la Academia Lesgaft de Educación Física.

### Carrera como entrenador
Morózov formó parte del cuerpo técnico de Valeri Lobanovski en la selección de la Unión Soviética, asistiendo al famoso entrenador en los Juegos Olímpicos de 1976, donde ganaron el bronce, y en su camino a la final del Campeonato de Europa de la UEFA 1988. También trabajó con Lobanovsky en clubes de Oriente Medio y en la selección nacional de Kuwait.
En 1977, habiendo sido previamente parte del cuerpo técnico del Spartak Moscú, se enfrentó a su primer trabajo como entrenador en jefe con el equipo que le llevó a la fama como jugador, el Zenit, a quien condujo al tercer lugar en la Soviet Top Liga en 1980, el mejor puesto del club hasta ese momento. Con el tiempo, Morózov volvería a entrenar al FC Zenit en tres etapas diferentes durante un período de 15 años y en 1984 el equipo que construyó se convirtió en campeones soviéticos bajo el mando de Pável Sadyrin. Dejó el club por última vez en 2002 por motivos de salud, pero volvió a entrenar al FC Petrotrest San Petersburgo.